# Lumbricillus viridis
Lumbricillus viridis är en ringmaskart som beskrevs av Stephenson 1911. Lumbricillus viridis ingår i släktet Lumbricillus och familjen småringmaskar. Arten är reproducerande i Sverige. Inga underarter finns listade i Catalogue of Life.